# N8 (Kamerun)
Die N8 ist eine Fernstraße in Kamerun, die in Bachou Akagbe an der Ausfahrt der N6 beginnt und in Mutengene an der Zufahrt zur N8 endet. In Mubanda verläuft sie ein kurzes Stück gemeinsam mit der N16. Sie ist 229 Kilometer lang.